# Pithecellobium latifolium
Pithecellobium latifolium är en ärtväxtart. Pithecellobium latifolium ingår i släktet Pithecellobium och familjen ärtväxter. Utöver nominatformen finns också underarten P. l. latifolium.